# Batalla de La Châtaigneraie (1794)
La batalla de La Châtaigneraie va tenir lloc el 12 de juliol de 1794 durant la revolta de la Vendée. Va acabar amb la victòria dels republicans que van repel·lir un atac contra la ciutat de La Châtaigneraie.

## Preludi

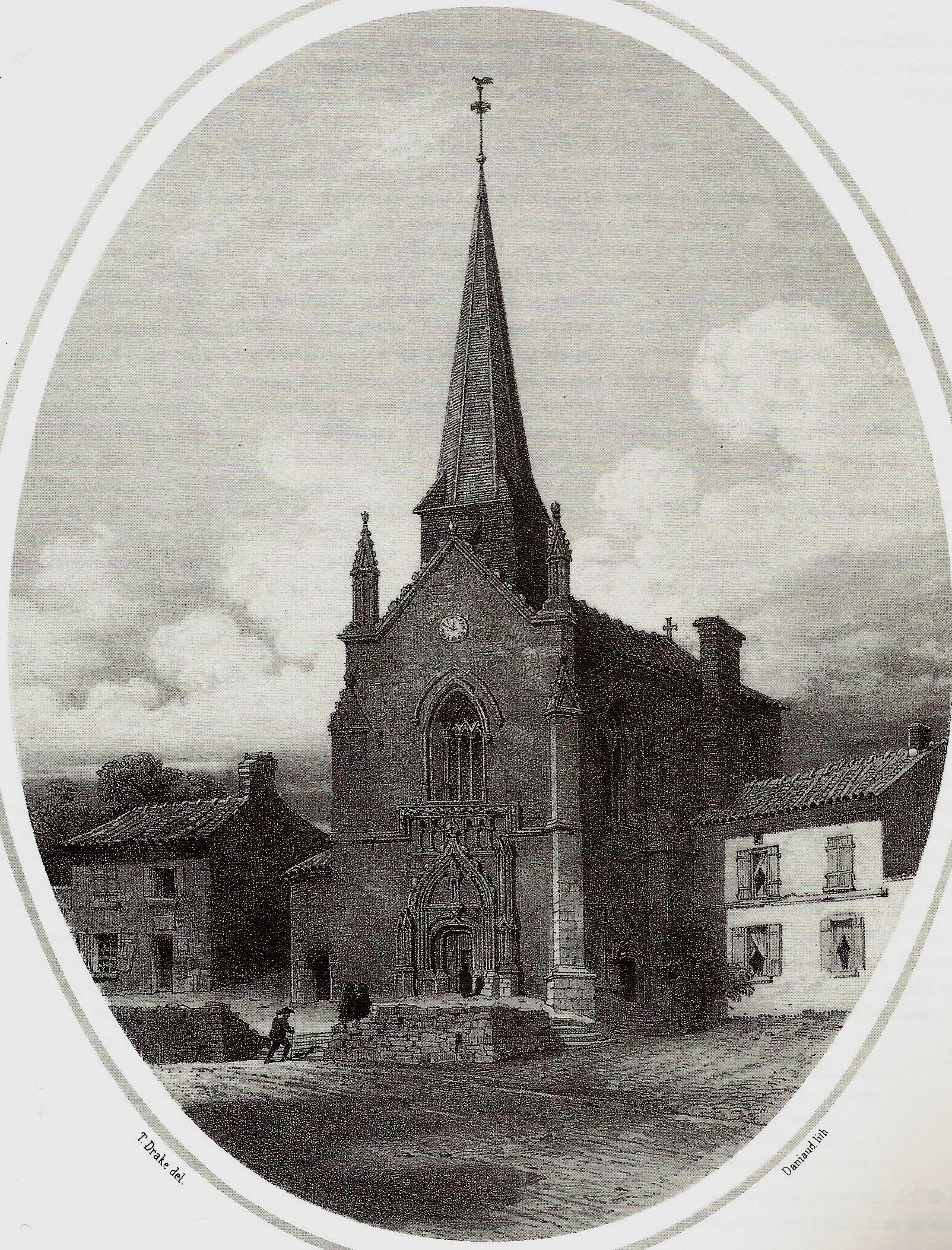
La Châtaigneraie per Thomas Drake

Article detallatBatalla de Chanteloup.

El 10 de juliol de 1794, el general de Vendée Bernard fou executat pels homes de Stofflet, mentre el general republicà Bonnaire lluitava a Chanteloup1. Stofflet posa aleshores el pagès Richard al capdavant de la divisió de Cerizay i decideix organitzar una expedició contra La Châtaigneraie per desviar la ira d'alguns dels seus combatents, cremats per l'assassinat de Marigny, i per aprofitar la marxa de Bonnaire, que es va retirar a Fontenay-le-Comte després de la lluita a Chanteloup1.

## Forces presents
L'estat de les forces presents no es coneix amb precisió. L'exèrcit de Stofflet, és de 4.000 homes, segons l'estimació del general Bonnaire en el seu informe. Aquest últim està al capdavant d'una columna de 2.000 infants i 300 cavallers1. Entre les tropes republicanes denunciades en combat hi havia un batalló del Bec d'Ambès, el 2n batalló de voluntaris de París i el 3r regiment de caçadors a cavall.

## Procés
El 12 de juliol de 1794, els Vendéans van atacar el campament de La Châtaigneraie per la carretera de Cerizay. Un primer destacament republicà va ser encaminat prop de la ciutat i es va retirar al camp. Aleshores, part de la guarnició va entrar en pànic i va fugir a Fontenay-le-Comte i Niort. A les 6 de la matinada, el campament va ser endut pels Vendeancs que després van marxar a la persecució dels republicans pel camí de Fontenay.
No obstant això, el camp, deixat sense cap guàrdia, fou reocupat per destacaments patriòtics. També va arribar el general Louis Bonnaire per reforçar Fontenay-le-Comte amb la seva columna de 2.300 homes. Els Vendéans van fugir aleshores i van abandonar la lluita.
Segons les memòries de l'oficial de Vendée, Bertrand Poirier de Beauvais, una part de l'exèrcit, i en particular la divisió de Cerizay, es va veure llavors impulsada per una forta ira contra Stofflet després de l'execució de Gaspard de Bernard de Marigny dos dies abans.[nota, 1],[nota, 2].

## Pèrdues
Segons l'informe Bonnaire[nota, 3], 500 vendéans dels 4.000 van ser assassinats enfront dels 100 morts o ferits dels republicans. Segons les memòries de Poirier de Beauvais i Gibert, els líders Prudhomme i La Bouëre van resultar ferits.
Bonnaire també informa del retorn de sis soldats, presoners pels Vendéans durant tres setmanes.